# Polly Plummer
Polly Plummer, dans le tome Le Neveu du magicien des Chroniques de Narnia, est une jeune fille de dix ans[réf. nécessaire] qui accompagne Digory Kirke, un jeune garçon qui a un oncle complètement loufoque.

## Rôle
Son rôle est assez important puisque c'est grâce à elle que Digory va voir Narnia, mais aussi Charn, la ville de la Sorcière blanche.